# Sông Đầu Tiền
Đầu Tiền (頭前溪) là một dòng sông tại miền bắc Đài Loan. Sông có chiều dài 63,03 km, diện tích lưu vực là 565,94 km² thuộc địa bàn huyện Tân Trúc. Sông bắt nguồn từ Cối Sơn thuộc dãy núi Tuyết Sơn và chảy về hướng tây bắc. Sông có độ dốc lớn và thường có lũ quét vào mùa mưa. Trên sông có hai hồ chứa là Bảo Sơn và Bảo Sơn 2, ngoài ra, khu khoa công nghiệp Tân Trúc cũng nằm ven bờ sông.

## Phụ lưu
- Đầu Tiền：huyện Tân Trúc, thành phố Tân Trúc
  - Đậu Tử Phố (豆子埔溪)：Trúc Bắc & Khung Lâm
  - Lãnh Thủy Khanh (冷水坑溪)：TP Tân Trúc
  - Kha Tử Hồ (柯仔湖溪)：Trúc Đông, Bảo Sơn & TP Tân Trúc
  - Thủy Khanh (水坑溪)：Khung Lâm
  - Đại Đỗ (大肚溪)：Khung Lâm
    - Vương Da Khanh (王爺坑溪)：Khung Lâm
    - Lộc Liêu Khanh (鹿寮坑溪)：Khung Lâm

  - Du La (油羅溪)：Khung Lâm, Bảo Sơn, Tiêm Thạch
    - Thô Khanh (粗坑溪)：Hoành Sơn
    - Mã Thai (馬胎溪)：Tiêm Thạch
    - Na La (那羅溪)：Tiêm Thạch

  - Thượng Bình (上坪溪)：Trúc Đông, Hoành Sơn, Ngũ Phong
    - Hoa Viên (花園溪)：Ngũ Phong
    - Mạch Ba Lai (麥巴來溪)：Ngũ Phong
    - Da Ba Kham (爺巴堪溪)：Ngũ Phong
    - Hà Khách La (霞喀羅溪)：Ngũ Phong